# Csermák Mihály
Csermák Mihály (Baja, 1863. június 11. – Hajasd, Galícia, 1915. január 1.) honvéd ezredes.

## Életútja
Apai ágon Csehországból származott. Egyik dédapja - Csermák Tamás -, a kocsmáros, a másik - Pirnik József - a varga mesterséget űzte. Apai nagyapja Csermák János mészáros volt. Édesapja is a János keresztnevet viselte, a csehországi Přesticében született 1821-ben - meghalt 1903-ban -, és sertéskereskedő volt.
Édesanyjának ősei a bátaszéki Hummel és a dunaszekcsői Kantaváry családokból származtak. Anyai nagyapja Hummel Jakab, a Mohácstól délre fekvő Udvar község szélén, a régi Budapest-Eszék országút mellett bérelt az uradalomtól egy vendégfogadót. Édesapja az Osztrák-Magyar Monarchia területéről, de főleg Szerbiából szállított sertéseket Csehországba. Egyik ilyen útja alkalmából ismerkedett meg a fogadós lányával, Hummel Annával (1838-1917), akit feleségül vett. Házasságkötésük után a Belgrádhoz közel eső Zimonyban telepedtek le.
Apja 72 éves volt, amikor meghalt. Házasságából hét gyermek született, valamennyi fiú. 1900-tól 1904-ig. Növendékszázad-parancsnok volt, továbbá a fegyver és a lövészet, a német nyelv és a gyakorlati szabályzat oktatója négy éven át. Szigorú, de jólelkű tanár volt. Saját kérésére 1899-ben a magyar királyi honvédséghez helyezték át. Sopronba, a 18. gyalogezredhez került századosi ranggal.

## Emlékezete
Baján az autóbusz-állomásnak is helyet adó tér viseli a nevét.